# Liga Mistrzów w piłce siatkowej (2017/2018)
Liga Mistrzów 2017/2018 (oficjalna nazwa: 2018 CEV DenizBank Volleyball Champions League) – 18. sezon Ligi Mistrzów rozgrywanej od 2000 roku (56. turniej ogólnie, wliczając Puchar Europy Mistrzów Krajowych), organizowanej przez Europejską Konfederację Piłki Siatkowej (CEV) w ramach europejskich pucharów dla 32 męskich klubowych zespołów siatkarskich Starego Kontynentu.

## System rozgrywek
Liga Mistrzów w sezonie 2017/2018 składa się z czterech rund: kwalifikacji play-off, fazy grupowej, fazy play-off oraz Final Four:
- Faza kwalifakacyjna play-off: 20 drużyn podzielono w pierwszych dwóch rundach toczyła się w parach systemu pucharowym. W poszczególnych parach każda drużyna rozgrywała mecz i rewanż z pozostałymi. Zwycięzcy awansują do poszczególnych grup.
- Faza grupowa: 20 drużyn podzielono na 5 grup. W poszczególnych grupach każda drużyna rozgrywa mecz i rewanż z pozostałymi.
- Faza play-off: będzie się składać z 1/6 finału i 1/3 finału. W 1/6 finału zespoły zostaną podzielone na 6 par, tworząc drabinkę rozgrywek. Poszczególne pary będą rozgrywać mecz i rewanż. O awansie zadecydują kolejno: liczba wygranych spotkań, zwycięstwo w złotym secie granym do 15 punktów. Zwycięzcy awansują do 1/3 finału, gdzie obowiązują te same zasady co w poprzedniej rundzie.
- Final Four: uczestniczy w nim gospodarz oraz zwycięzcy poszczególnych par z 1/3 finału. Final Four składa się z półfinałów, meczu o 3. miejsce oraz finału.

## Drużyny uczestniczące

### Podział miejsc w rozgrywkach
W sezonie 2017/2018 Ligi Mistrzów weźmie udział 20 zespołów z 10 federacji siatkarskich zrzeszonych w CEV. Liczba drużyn uczestniczących w Lidze Mistrzów ustalona została na podstawie rankingu CEV dla europejskich rozgrywek klubowych.
Liczba zespołów kwalifikujących się do Ligi Mistrzów w sezonie 2017/2018:
- 3 drużyny z federacji zajmującej miejsce 1-2 w rankingu,
- 2 drużyny z każdej z federacji zajmujących miejsca 3–8 w rankingu,
- 1 drużyny z każdej z federacji zajmujących miejsca 9–16 w rankingu,

Europejska Konfederacja Piłki Siatkowej postanowiła zmniejszyć liczbę uczestników do 20.
Prawo udziału w rozgrywkach można było uzyskać poprzez:
- zajęcie odpowiedniego miejsca w rozgrywkach ligowych,
- przejście fazy kwalifikacyjnej play-off,

- Knack Roeselare (L1)
- Chaumont VB 52 Haute-Marne (L1)
- PAOK (L1)
- Berlin Recycling Volleys (L1)
- ZAKSA Kędzierzyn-Koźle (L1)
- PGE Skra Bełchatów (L2)
- Zenit Kazań (L1)
- Dinamo Moskwa (L2)
- Halkbank (L1)
- Arkas Spor Izmir (L2)
- Cucine Lube Civitanova (L1)
- Diatec Trentino (L2)

Zakwalifikowane drużyny
- Noliko Maaseik (L2)
- Ford Store Levoranta Sastamala (L1)
- Spacer’s de Toulouse (L2)
- VfB Friedrichshafen (L2)
- Jastrzębski Węgiel (L3)
- Lokomotiw Nowosybirsk (L3)
- Fenerbahçe (L3)
- Sir Sicoma Colussi Perugia (L3)

## Rozgrywki

### Faza grupowa
awans do fazy play-off
     gospodarz turnieju finałowego

#### Grupa A
Tabela
| Lp. | Drużyna                    | Pkt | Mecze | Mecze   | Mecze   | Sety | Sety | Sety  | Małe punkty | Małe punkty | Małe punkty |
| Lp. | Drużyna                    | Pkt | M     | W (3:2) | P (2:3) | wyg. | prz. | ratio | zdob.       | str.        | ratio       |
| --- | -------------------------- | --- | ----- | ------- | ------- | ---- | ---- | ----- | ----------- | ----------- | ----------- |
| 1   | Sir Sicoma Colussi Perugia | 16  | 6     | 6 (2)   | 0 (0)   | 18   | 5    | 3.600 | 545         | 476         | 1.145       |
| 2   | Cucine Lube Civitanova     | 13  | 6     | 4 (0)   | 2 (1)   | 14   | 7    | 2.000 | 500         | 448         | 1.116       |
| 3   | Knack Roeselare            | 7   | 6     | 2 (0)   | 4 (1)   | 8    | 14   | 0.571 | 481         | 483         | 0.996       |
| 4   | Fenerbahçe                 | 0   | 6     | 0 (0)   | 6 (0)   | 4    | 18   | 0.222 | 416         | 535         | 0.778       |

Źródło: cev.lu
Punktacja: 3:0 i 3:1 – 3 pkt; 3:2 – 2 pkt; 2:3 – 1 pkt; 1:3 i 0:3 – 0 pkt
Zasady ustalania kolejności: 1. liczba punktów; 2. stosunek setów; 3. stosunek małych punktów; 4. bilans w bezpośrednich meczach
Wyniki spotkań
| Data       | Godz. | Drużyna 1                  | Wynik | Drużyna 2                  | 1     | 2     | 3     | 4     | 5     | Widzów | * |
| ---------- | ----- | -------------------------- | ----- | -------------------------- | ----- | ----- | ----- | ----- | ----- | ------ | - |
| 06.12.2017 | 20:30 | Sir Sicoma Colussi Perugia | 3:2   | Cucine Lube Civitanova     | 28:30 | 20:25 | 25:23 | 25:19 | 15:9  | 3195   |   |
| 07.12.2017 | 18:00 | Fenerbahçe                 | 1:3   | Knack Roeselare            | 20:25 | 19:25 | 25:21 | 16:25 |       | 500    |   |
|            |       |                            |       |                            |       |       |       |       |       |        |   |
| 20.12.2017 | 18:00 | Fenerbahçe                 | 0:3   | Sir Sicoma Colussi Perugia | 20:25 | 21:25 | 23:25 |       |       | 475    |   |
| 21.12.2017 | 20:00 | Cucine Lube Civitanova     | 3:0   | Knack Roeselare            | 25:22 | 26:24 | 25:22 |       |       | 2387   |   |
|            |       |                            |       |                            |       |       |       |       |       |        |   |
| 16.01.2018 | 20:30 | Knack Roeselare            | 2:3   | Sir Sicoma Colussi Perugia | 25:21 | 25:27 | 15:25 | 25:21 | 12:15 | 1850   |   |
| 17.01.2018 | 20:30 | Cucine Lube Civitanova     | 3:1   | Fenerbahçe                 | 25:22 | 25:11 | 21:25 | 25:12 |       | 2030   |   |
|            |       |                            |       |                            |       |       |       |       |       |        |   |
| 31.01.2018 | 18:00 | Fenerbahçe                 | 0:3   | Cucine Lube Civitanova     | 20:25 | 19:25 | 18:25 |       |       | 500    |   |
| 31.01.2018 | 20:30 | Sir Sicoma Colussi Perugia | 3:0   | Knack Roeselare            | 25:16 | 25:22 | 25:17 |       |       | 3000   |   |
|            |       |                            |       |                            |       |       |       |       |       |        |   |
| 13.02.2018 | 20:30 | Knack Roeselare            | 0:3   | Cucine Lube Civitanova     | 16:25 | 23:25 | 23:25 |       |       | 2100   |   |
| 15.02.2018 | 20:30 | Sir Sicoma Colussi Perugia | 3:1   | Fenerbahçe                 | 25:22 | 25:12 | 20:25 | 25:18 |       | 2784   |   |
|            |       |                            |       |                            |       |       |       |       |       |        |   |
| 28.02.2018 | 20:30 | Cucine Lube Civitanova     | 0:3   | Sir Sicoma Colussi Perugia | 24:26 | 23:25 | 25:27 |       |       | 3385   |   |
| 28.02.2018 | 20:30 | Knack Roeselare            | 3:1   | Fenerbahçe                 | 25:19 | 25:9  | 23:25 | 25:15 |       | 2000   |   |

#### Grupa B
Tabela
| Lp. | Drużyna                        | Pkt | Mecze | Mecze   | Mecze   | Sety | Sety | Sety  | Małe punkty | Małe punkty | Małe punkty |
| Lp. | Drużyna                        | Pkt | M     | W (3:2) | P (2:3) | wyg. | prz. | ratio | zdob.       | str.        | ratio       |
| --- | ------------------------------ | --- | ----- | ------- | ------- | ---- | ---- | ----- | ----------- | ----------- | ----------- |
| 1   | VfB Friedrichshafen            | 17  | 6     | 6 (1)   | 0 (0)   | 18   | 4    | 4.500 | 533         | 412         | 1.294       |
| 2   | Halkbank                       | 9   | 6     | 3 (0)   | 3 (0)   | 12   | 10   | 1.200 | 502         | 498         | 1.008       |
| 3   | PAOK                           | 8   | 6     | 2 (0)   | 4 (2)   | 11   | 14   | 0.786 | 547         | 581         | 0.941       |
| 4   | Ford Store Levoranta Sastamala | 2   | 6     | 1 (1)   | 5 (0)   | 4    | 17   | 0.235 | 423         | 514         | 0.823       |

Źródło: cev.lu
Punktacja: 3:0 i 3:1 – 3 pkt; 3:2 – 2 pkt; 2:3 – 1 pkt; 1:3 i 0:3 – 0 pkt
Zasady ustalania kolejności: 1. liczba punktów; 2. stosunek setów; 3. stosunek małych punktów; 4. bilans w bezpośrednich meczach
Wyniki spotkań
| Data       | Godz. | Drużyna 1                      | Wynik | Drużyna 2                      | 1     | 2     | 3     | 4     | 5     | Widzów | * |
| ---------- | ----- | ------------------------------ | ----- | ------------------------------ | ----- | ----- | ----- | ----- | ----- | ------ | - |
| 05.12.2017 | 19:00 | Ford Store Levoranta Sastamala | 3:2   | PAOK                           | 25:19 | 27:29 | 33:35 | 25:23 | 15:11 | 2600   |   |
| 07.12.2017 | 20:00 | VfB Friedrichshafen            | 3:1   | Halkbank                       | 25:14 | 25:23 | 21:25 | 28:26 |       | 2100   |   |
|            |       |                                |       |                                |       |       |       |       |       |        |   |
| 19.12.2017 | 19:00 | Ford Store Levoranta Sastamala | 0:3   | VfB Friedrichshafen            | 22:25 | 15:25 | 15:25 |       |       | 2450   |   |
| 21.12.2017 | 17:30 | Halkbank                       | 3:1   | PAOK                           | 25:21 | 24:26 | 25:20 | 25:22 |       | 3050   |   |
|            |       |                                |       |                                |       |       |       |       |       |        |   |
| 17.01.2018 | 17:30 | Halkbank                       | 3:0   | Ford Store Levoranta Sastamala | 25:22 | 25:21 | 25:16 |       |       | 800    |   |
| 18.01.2018 | 19:00 | PAOK                           | 2:3   | VfB Friedrichshafen            | 25:17 | 30:28 | 14:25 | 17:25 | 9:15  | 2000   |   |
|            |       |                                |       |                                |       |       |       |       |       |        |   |
| 31.01.2018 | 20:00 | VfB Friedrichshafen            | 3:0   | PAOK                           | 25:22 | 25:17 | 25:18 |       |       | 2290   |   |
| 01.02.2018 | 19:00 | Vammalan Lentopallo            | 0:3   | Halkbank                       | 21:25 | 18:25 | 21:25 |       |       | 2600   |   |
|            |       |                                |       |                                |       |       |       |       |       |        |   |
| 13.02.2018 | 19:00 | PAOK                           | 3:1   | Halkbank                       | 25:16 | 16:25 | 26:24 | 25:20 |       | 900    |   |
| 14.02.2018 | 20:00 | VfB Friedrichshafen            | 3:0   | Vammalan Lentopallo            | 25:15 | 25:13 | 25:12 |       |       | 1545   |   |
|            |       |                                |       |                                |       |       |       |       |       |        |   |
| 28.02.2018 | 17:30 | Halkbank                       | 1:3   | VfB Friedrichshafen            | 14:25 | 21:25 | 26:24 | 19:25 |       | 450    |   |
| 28.02.2018 | 19:00 | PAOK                           | 3:1   | Ford Store Levoranta Sastamala | 22:25 | 25:22 | 25:20 | 25:20 |       | 900    |   |

#### Grupa C
Tabela
| Lp. | Drużyna                    | Pkt | Mecze | Mecze   | Mecze   | Sety | Sety | Sety  | Małe punkty | Małe punkty | Małe punkty |
| Lp. | Drużyna                    | Pkt | M     | W (3:2) | P (2:3) | wyg. | prz. | ratio | zdob.       | str.        | ratio       |
| --- | -------------------------- | --- | ----- | ------- | ------- | ---- | ---- | ----- | ----------- | ----------- | ----------- |
| 1   | Lokomotiw Nowosybirsk      | 13  | 6     | 5 (2)   | 1 (0)   | 15   | 8    | 1.875 | 521         | 501         | 1.040       |
| 2   | PGE Skra Bełchatów         | 9   | 6     | 3 (1)   | 3 (1)   | 12   | 12   | 1.000 | 532         | 514         | 1.035       |
| 3   | Chaumont VB 52 Haute-Marne | 8   | 6     | 3 (2)   | 3 (1)   | 13   | 14   | 0.929 | 585         | 602         | 0.972       |
| 4   | Dinamo Moskwa              | 6   | 6     | 1 (0)   | 5 (3)   | 10   | 16   | 0.625 | 555         | 576         | 0.964       |

Źródło: cev.lu
Punktacja: 3:0 i 3:1 – 3 pkt; 3:2 – 2 pkt; 2:3 – 1 pkt; 1:3 i 0:3 – 0 pkt
Zasady ustalania kolejności: 1. liczba punktów; 2. stosunek setów; 3. stosunek małych punktów; 4. bilans w bezpośrednich meczach
Wyniki spotkań
| Data       | Godz. | Drużyna 1                  | Wynik | Drużyna 2                  | 1     | 2     | 3     | 4     | 5     | Widzów | * |
| ---------- | ----- | -------------------------- | ----- | -------------------------- | ----- | ----- | ----- | ----- | ----- | ------ | - |
| 06.12.2017 | 18:00 | PGE Skra Bełchatów         | 1:3   | Chaumont VB 52 Haute-Marne | 25:19 | 18:25 | 19:25 | 27:29 |       | 1820   |   |
| 07.12.2017 | 19:30 | Lokomotiw Nowosybirsk      | 3:0   | Dinamo Moskwa              | 25:23 | 25:17 | 25:21 |       |       | 1500   |   |
|            |       |                            |       |                            |       |       |       |       |       |        |   |
| 20.12.2017 | 19:30 | Lokomotiw Nowosybirsk      | 3:0   | PGE Skra Bełchatów         | 25:18 | 25:18 | 25:19 |       |       | 1800   |   |
| 20.12.2017 | 20:30 | Chaumont VB 52 Haute-Marne | 3:2   | Dinamo Moskwa              | 22:25 | 19:25 | 25:22 | 25:22 | 15:11 | 1550   |   |
|            |       |                            |       |                            |       |       |       |       |       |        |   |
| 16.01.2018 | 20:30 | Chaumont VB 52 Haute-Marne | 2:3   | Lokomotiw Nowosybirsk      | 27:29 | 25:22 | 25:18 | 19:25 | 15:17 | 1690   |   |
| 17.01.2018 | 19:00 | Dinamo Moskwa              | 2:3   | PGE Skra Bełchatów         | 15:25 | 25:23 | 20:25 | 25:23 | 12:15 | 3000   |   |
|            |       |                            |       |                            |       |       |       |       |       |        |   |
| 31.01.2018 | 19:30 | Lokomotiw Nowosybirsk      | 3:1   | Chaumont VB 52 Haute-Marne | 23:25 | 25:22 | 25:19 | 25:18 |       | 2300   |   |
| 31.01.2018 | 18:00 | PGE Skra Bełchatów         | 3:1   | Dinamo Moskwa              | 25:23 | 22:25 | 25:22 | 25:13 |       | 9500   |   |
|            |       |                            |       |                            |       |       |       |       |       |        |   |
| 13.02.2018 | 18:00 | PGE Skra Bełchatów         | 3:0   | Lokomotiw Nowosybirsk      | 25:19 | 25:15 | 25:19 |       |       | 2180   |   |
| 14.02.2018 | 19:00 | Dinamo Moskwa              | 3:1   | Chaumont VB 52 Haute-Marne | 25:16 | 19:25 | 25:19 | 25:18 |       | 2850   |   |
|            |       |                            |       |                            |       |       |       |       |       |        |   |
| 28.02.2018 | 19:00 | Dinamo Moskwa              | 2:3   | Lokomotiw Nowosybirsk      | 25:16 | 25:21 | 21:25 | 24:26 | 19:21 | 2800   |   |
| 28.02.2018 | 20:30 | Chaumont VB 52 Haute-Marne | 3:2   | PGE Skra Bełchatów         | 25:22 | 25:19 | 20:25 | 22:25 | 16:14 | 1652   |   |

#### Grupa D
Tabela
| Lp. | Drużyna                  | Pkt | Mecze | Mecze   | Mecze   | Sety | Sety | Sety  | Małe punkty | Małe punkty | Małe punkty |
| Lp. | Drużyna                  | Pkt | M     | W (3:2) | P (2:3) | wyg. | prz. | ratio | zdob.       | str.        | ratio       |
| --- | ------------------------ | --- | ----- | ------- | ------- | ---- | ---- | ----- | ----------- | ----------- | ----------- |
| 1   | Zenit Kazań              | 18  | 6     | 6 (0)   | 0 (0)   | 18   | 3    | 6.000 | 528         | 418         | 1.263       |
| 2   | Jastrzębski Węgiel       | 9   | 6     | 3 (1)   | 3 (1)   | 11   | 11   | 1.000 | 464         | 473         | 0.981       |
| 3   | Berlin Recycling Volleys | 8   | 6     | 3 (1)   | 3 (0)   | 11   | 12   | 0.917 | 511         | 509         | 1.004       |
| 4   | Spacer’s de Toulouse     | 1   | 6     | 0 (0)   | 6 (1)   | 4    | 18   | 0.222 | 430         | 533         | 0.807       |

Źródło: cev.lu
Punktacja: 3:0 i 3:1 – 3 pkt; 3:2 – 2 pkt; 2:3 – 1 pkt; 1:3 i 0:3 – 0 pkt
Zasady ustalania kolejności: 1. liczba punktów; 2. stosunek setów; 3. stosunek małych punktów; 4. bilans w bezpośrednich meczach
Wyniki spotkań
| Data       | Godz. | Drużyna 1                | Wynik | Drużyna 2                | 1     | 2     | 3     | 4     | 5     | Widzów | * |
| ---------- | ----- | ------------------------ | ----- | ------------------------ | ----- | ----- | ----- | ----- | ----- | ------ | - |
| 06.12.2017 | 20:00 | Spacer’s de Toulouse     | 1:3   | Zenit Kazań              | 31:29 | 20:25 | 23:25 | 19:25 |       | 1500   |   |
| 06.12.2017 | 20:30 | Jastrzębski Węgiel       | 3:0   | Berlin Recycling Volleys | 25:21 | 25:19 | 26:24 |       |       | 1698   |   |
|            |       |                          |       |                          |       |       |       |       |       |        |   |
| 19.12.2017 | 18:00 | Jastrzębski Węgiel       | 3:0   | Spacer’s de Toulouse     | 25:10 | 25:21 | 25:20 |       |       | 1576   |   |
| 21.12.2017 | 19:00 | Zenit Kazań              | 3:1   | Berlin Recycling Volleys | 25:20 | 25:19 | 25:27 | 25:22 |       | 4200   |   |
|            |       |                          |       |                          |       |       |       |       |       |        |   |
| 16.01.2018 | 18:00 | Zenit Kazań              | 3:0   | Jastrzębski Węgiel       | 25:13 | 25:23 | 25:12 |       |       | 2550   |   |
| 17.01.2018 | 19:30 | Berlin Recycling Volleys | 3:0   | Spacer’s de Toulouse     | 25:15 | 28:26 | 25:16 |       |       | 4100   |   |
|            |       |                          |       |                          |       |       |       |       |       |        |   |
| 30.01.2018 | 20:00 | Spacer’s de Toulouse     | 1:3   | Berlin Recycling Volleys | 20:25 | 25:15 | 23:25 | 18:25 |       | 2150   |   |
| 31.01.2018 | 20:30 | Jastrzębski Węgiel       | 0:3   | Zenit Kazań              | 24:26 | 20:25 | 18:25 |       |       | 3232   |   |
|            |       |                          |       |                          |       |       |       |       |       |        |   |
| 13.02.2018 | 20:00 | Spacer’s de Toulouse     | 2:3   | Jastrzębski Węgiel       | 17:25 | 22:25 | 25:23 | 25:23 | 12:15 | 850    |   |
| 14.02.2018 | 19:30 | Berlin Recycling Volleys | 1:3   | Zenit Kazań              | 17:25 | 20:25 | 25:23 | 23:25 |       | 5228   |   |
|            |       |                          |       |                          |       |       |       |       |       |        |   |
| 28.02.2018 | 19:00 | Zenit Kazań              | 3:0   | Spacer’s de Toulouse     | 25:15 | 25:10 | 25:17 |       |       | 1800   |   |
| 28.02.2018 | 20:00 | Berlin Recycling Volleys | 3:2   | Jastrzębski Węgiel       | 23:25 | 25:16 | 18:25 | 25:17 | 15:9  | 4259   |   |

#### Grupa E
Tabela
| Lp. | Drużyna                | Pkt | Mecze | Mecze   | Mecze   | Sety | Sety | Sety  | Małe punkty | Małe punkty | Małe punkty |
| Lp. | Drużyna                | Pkt | M     | W (3:2) | P (2:3) | wyg. | prz. | ratio | zdob.       | str.        | ratio       |
| --- | ---------------------- | --- | ----- | ------- | ------- | ---- | ---- | ----- | ----------- | ----------- | ----------- |
| 1   | ZAKSA Kędzierzyn-Koźle | 14  | 6     | 5 (2)   | 1 (1)   | 17   | 7    | 2.429 | 560         | 521         | 1.075       |
| 2   | Diatec Trentino        | 14  | 6     | 4 (0)   | 2 (2)   | 16   | 9    | 1.778 | 589         | 526         | 1.120       |
| 3   | Noliko Maaseik         | 7   | 6     | 3 (2)   | 3 (0)   | 11   | 13   | 0.846 | 534         | 549         | 0.973       |
| 4   | Arkas Spor             | 1   | 6     | 0 (0)   | 6 (1)   | 3    | 18   | 0.167 | 426         | 513         | 0.830       |

Źródło: cev.lu
Punktacja: 3:0 i 3:1 – 3 pkt; 3:2 – 2 pkt; 2:3 – 1 pkt; 1:3 i 0:3 – 0 pkt
Zasady ustalania kolejności: 1. liczba punktów; 2. stosunek setów; 3. stosunek małych punktów; 4. bilans w bezpośrednich meczach
Wyniki spotkań
| Data       | Godz. | Drużyna 1              | Wynik | Drużyna 2              | 1     | 2     | 3     | 4     | 5     | Widzów | * |
| ---------- | ----- | ---------------------- | ----- | ---------------------- | ----- | ----- | ----- | ----- | ----- | ------ | - |
| 05.12.2017 | 20:30 | Noliko Maaseik         | 1:3   | Diatec Trentino        | 17:25 | 23:25 | 25:23 | 17:25 |       | 1600   |   |
| 06.12.2017 | 19:00 | Arkas Spor Izmir       | 0:3   | ZAKSA Kędzierzyn-Koźle | 23:25 | 28:30 | 23:25 |       |       | 3000   |   |
|            |       |                        |       |                        |       |       |       |       |       |        |   |
| 20.12.2017 | 20:30 | ZAKSA Kędzierzyn-Koźle | 3:2   | Diatec Trentino        | 18:25 | 24:26 | 25:23 | 25:16 | 15:12 | 2200   |   |
| 20.12.2017 | 20:30 | Noliko Maaseik         | 3:2   | Arkas Spor Izmir       | 25:23 | 22:25 | 23:25 | 25:21 | 15:10 | 1600   |   |
|            |       |                        |       |                        |       |       |       |       |       |        |   |
| 17.01.2018 | 20:30 | ZAKSA Kędzierzyn-Koźle | 3:0   | Noliko Maaseik         | 25:22 | 25:20 | 25:18 |       |       | 1500   |   |
| 18.01.2018 | 20:30 | Diatec Trentino        | 3:0   | Arkas Spor Izmir       | 25:22 | 26:24 | 25:17 |       |       | 2430   |   |
|            |       |                        |       |                        |       |       |       |       |       |        |   |
| 30.01.2018 | 20:30 | Noliko Maaseik         | 3:2   | ZAKSA Kędzierzyn-Koźle | 26:24 | 24:26 | 25:20 | 22:25 | 17:15 | 2150   |   |
| 01.02.2018 | 19:00 | Arkas Spor Izmir       | 1:3   | Diatec Trentino        | 25:22 | 9:25  | 17:25 | 17:25 |       | 2500   |   |
|            |       |                        |       |                        |       |       |       |       |       |        |   |
| 14.02.2018 | 19:00 | Arkas Spor Izmir       | 0:3   | Noliko Maaseik         | 16:25 | 21:25 | 21:25 |       |       | 2100   |   |
| 14.02.2018 | 20:30 | Diatec Trentino        | 2:3   | ZAKSA Kędzierzyn-Koźle | 25:23 | 22:25 | 25:27 | 25:21 | 15:17 | 2543   |   |
|            |       |                        |       |                        |       |       |       |       |       |        |   |
| 28.02.2018 | 18:00 | ZAKSA Kędzierzyn-Koźle | 3:0   | Arkas Spor Izmir       | 25:17 | 25:19 | 25:23 |       |       | 1200   |   |
| 28.02.2018 | 20:30 | Diatec Trentino        | 3:1   | Noliko Maaseik         | 25:16 | 29:27 | 24:26 | 26:24 |       | 2643   |   |

### Faza play-off

#### 1/12 finału
| Data               | Godz. | Drużyna 1                  | Wynik | Drużyna 2                  | 1     | 2     | 3     | 4     | 5     | Widzów | * |
| ------------------ | ----- | -------------------------- | ----- | -------------------------- | ----- | ----- | ----- | ----- | ----- | ------ | - |
| 13.03.2018         | 17:30 | Halkbank                   | 0:3   | Sir Sicoma Colussi Perugia | 18:25 | 22:25 | 29:31 |       |       | 3050   |   |
| 21.03.2018         | 20:30 | Halkbank                   | 0:3   | Sir Sicoma Colussi Perugia | 23:25 | 23:25 | 13:25 |       |       | 2500   |   |
| 14.03.2018         | 20:30 | Noliko Maaseik             | 3:0   | Lokomotiw Nowosybirsk      | 25:23 | 26:24 | 30:28 |       |       | 1900   |   |
| 21.03.2018         | 19:30 | Noliko Maaseik             | 1:31  | Lokomotiw Nowosybirsk      | 18:25 | 22:25 | 25:19 | 24:26 |       | 2000   |   |
| 14.03.2018         | 18:00 | PGE Skra Bełchatów         | 2:3   | Cucine Lube Civitanova     | 27:25 | 28:26 | 13:25 | 22:25 | 10:15 | 9600   |   |
| 22.03.2018         | 20:30 | PGE Skra Bełchatów         | 0:3   | Cucine Lube Civitanova     | 17:25 | 18:25 | 21:25 |       |       | 2640   |   |
| 14.03.2018         | 20:30 | Chaumont VB 52 Haute-Marne | 3:2   | Diatec Trentino            | 17:25 | 25:22 | 25:20 | 21:25 | 15:10 | 1180   |   |
| 20.03.2018         | 20:30 | Chaumont VB 52 Haute-Marne | 0:3   | Diatec Trentino            | 24:26 | 23:25 | 25:27 |       |       | 1694   |   |
| 14.03.2018         | 20:30 | Jastrzębski Węgiel         | 1:3   | ZAKSA Kędzierzyn-Koźle     | 19:25 | 19:25 | 25:21 | 33:35 |       | 2229   |   |
| 21.03.2018         | 20:00 | Jastrzębski Węgiel         | 0:3   | ZAKSA Kędzierzyn-Koźle     | 21:25 | 20:25 | 12:25 |       |       | 2100   |   |
| 14.03.2018         | 19:30 | Berlin Recycling Volleys   | 2:3   | VfB Friedrichshafen        | 22:25 | 25:23 | 23:25 | 25:18 | 12:15 | 6307   |   |
| 22.03.2018         | 20:00 | Berlin Recycling Volleys   | 0:3   | VfB Friedrichshafen        | 19:25 | 23:25 | 22:25 |       |       | 3240   |   |
| 1 złoty set: 12:15 |       |                            |       |                            |       |       |       |       |       |        |   |

#### 1/6 finału
| Data       | Godz. | Drużyna 1                  | Wynik | Drużyna 2             | 1     | 2     | 3     | 4     | 5     | Widzów | * |
| ---------- | ----- | -------------------------- | ----- | --------------------- | ----- | ----- | ----- | ----- | ----- | ------ | - |
| 04.04.2018 | 20:30 | Sir Sicoma Colussi Perugia | 3:1   | Lokomotiw Nowosybirsk | 24:26 | 25:15 | 25:19 | 25:21 |       | 2980   |   |
| 11.04.2018 | 19:30 | Sir Sicoma Colussi Perugia | 2:3   | Lokomotiw Nowosybirsk | 25:20 | 22:25 | 25:17 | 21:25 | 11:15 | 2500   |   |
| 04.04.2018 | 20:30 | Cucine Lube Civitanova     | 3:1   | Diatec Trentino       | 25:22 | 23:25 | 25:19 | 28:26 |       | 2010   |   |
| 11.04.2018 | 20:30 | Cucine Lube Civitanova     | 3:2   | Diatec Trentino       | 25:19 | 25:21 | 20:25 | 25:27 | 17:15 | 2226   |   |
| 04.04.2018 | 20:30 | ZAKSA Kędzierzyn-Koźle     | 3:2   | VfB Friedrichshafen   | 25:23 | 25:21 | 22:25 | 22:25 | 15:13 | 1500   |   |
| 10.04.2018 | 20:00 | ZAKSA Kędzierzyn-Koźle     | 3:0   | VfB Friedrichshafen   | 25:19 | 25:18 | 25:13 |       |       | 3600   |   |

### Final Four
Basket-Hall, Kazań
|  | Półfinały                  | Półfinały |  |  |  | Finały                     | Finały |
|  |                            |           |  |  |  |                            |        |
|  |                            |           |  |  |  |                            |        |
|  |                            |           |  |  |  |                            |        |
|  | ZAKSA Kędzierzyn-Koźle     | 1         |  |  |  |                            |        |
|  | Cucine Lube Civitanova     | 3         |  |  |  |                            |        |
|  |                            |           |  |  |  | Cucine Lube Civitanova     | 2      |
|  |                            |           |  |  |  | Zenit Kazań                | 3      |
|  | Sir Sicoma Colussi Perugia | 0         |  |  |  |                            |        |
|  | Zenit Kazań                | 3         |  |  |  |                            |        |
|  |                            |           |  |  |  | ZAKSA Kędzierzyn-Koźle     | 2      |
|  |                            |           |  |  |  | Sir Sicoma Colussi Perugia | 3      |

#### Półfinały
| Data       | Godz. | Drużyna 1                  | Wynik | Drużyna 2              | 1     | 2     | 3     | 4     | 5 | Widzów | * |
| ---------- | ----- | -------------------------- | ----- | ---------------------- | ----- | ----- | ----- | ----- | - | ------ | - |
| 12.05.2018 | 16:00 | ZAKSA Kędzierzyn-Koźle     | 1:3   | Cucine Lube Civitanova | 21:25 | 25:22 | 15:25 | 18:25 |   | 4400   |   |
| 12.05.2018 | 19:00 | Sir Sicoma Colussi Perugia | 0:3   | Zenit Kazań            | 22:25 | 20:25 | 20:25 |       |   | 7000   |   |

#### Mecz o 3. miejsce
| Data       | Godz. | Drużyna 1              | Wynik | Drużyna 2                  | 1     | 2     | 3     | 4     | 5    | Widzów | * |
| ---------- | ----- | ---------------------- | ----- | -------------------------- | ----- | ----- | ----- | ----- | ---- | ------ | - |
| 13.05.2018 | 16:00 | ZAKSA Kędzierzyn-Koźle | 2:3   | Sir Sicoma Colussi Perugia | 25:17 | 27:29 | 25:19 | 23:25 | 7:15 | 3900   |   |

#### Finał
| Data       | Godz. | Drużyna 1              | Wynik | Drużyna 2   | 1     | 2     | 3     | 4     | 5     | Widzów | * |
| ---------- | ----- | ---------------------- | ----- | ----------- | ----- | ----- | ----- | ----- | ----- | ------ | - |
| 13.05.2018 | 19:00 | Cucine Lube Civitanova | 2:3   | Zenit Kazań | 27:29 | 25:18 | 25:23 | 23:25 | 15:17 | 7000   |   |

#### Nagrody indywidualne
| Najlepszy zawodnik (MVP) | Najlepszy atakujący | Najlepsi środkowi                  | Najlepsi przyjmujący                | Najlepszy libero  | Najlepszy rozgrywający |
| ------------------------ | ------------------- | ---------------------------------- | ----------------------------------- | ----------------- | ---------------------- |
| Maksim Michajłow         | Cwetan Sokołow      | Marko Podraščanin Dragan Stanković | / Osmany Juantorena / Wilfredo León | Jenia Grebennikov | Aleksandr But´ko       |